# Белак, Олег Онуфриевич
Олег Онуфриевич Белак (род. 27 июля 1970, Александрия, Кировоградская область) — глава муниципального образования городского округа Нарьян-Мар — административного центра Ненецкого автономного округа.

## Биография
В 1994 году окончил Рижский авиационный университет по специальности «метрология, сертификация и управление качеством». В 1987 году работал слесарем в Хорей-Верской нефтегазоразведочной экспедиции АПГО Министерства геологии РСФСР. С 1994 по 1997 годы — заместитель начальника паспортно-визовой службы Управлении внутренних дел НАО. С 1997 по 2000 год — председатель комитета по международным связям Администрации НАО.С 2001 по 2009 годы был сотрудником нефтяных компаний — ЗАО «Севергеолдобыча», ООО "Буровая компания «Евразия», ОАО «Ненецкая нефтяная компания». С 2009 по 2014 год занимал должность начальника контрольно-счетной палаты НАО и председателя Счётной палаты Ненецкого автономного округа. С 2014 по 2017 год — заместитель губернатора Ненецкого автономного округа — руководитель окружного Департамента природных ресурсов, экологии и АПК. Депутат Собрания депутатов Ненецкого автономного округа созыва 2005—2009 гг.
8 февраля 2017 года на сессии городского совета избран Главой администрации МО "Городской округ «Город Нарьян-Мар», вступил в должность 14 марта 2017 года..
Олег Белак является также заместителем Секретаря регионального отделения партии «Единая Россия» по работе с обращениями граждан и руководителем Региональной общественной приемной Председателя Партии «Единая Россия» Д. А. Медведева в Ненецком АО.

## Общественная деятельность
4 декабря 2008 года Олег Белак в прямом эфире телевизионной программы «Разговор с Владимиром Путиным» задал Председателю Правительства Российской Федерации вопрос по поводу избрания Барака Обамы президентом США, получив ответ Владимира Путина об ожиданиях позитивных изменений в отношениях двух стран.
13 мая 2020 года Олег Белак поддержал меморандум об объединении Ненецкого автономного округа и Архангельской области.
Сегодня мы присутствовали и принимали участие в историческом, эпохальном событии. Мы дали старт созидательному процессу по объединению двух самостоятельных субъектов и должны сохранить положительную динамику развития обоих субъектов